# Hajakava Akiko
Hajakava Akiko (早川 明子; Hepburn: Hayakawa Akiko) (Japán, 20. század –) japán válogatott labdarúgó.

## Klub
A Yomiuri SC Ladies Beleza csapatában játszott.

## Nemzeti válogatott
1987-ben debütált a japán válogatottban. A japán válogatottban 2 mérkőzést játszott.

## Statisztika
| Japán válogatott | Japán válogatott | Japán válogatott |
| Időszak          | Mérk.            | gól              |
| ---------------- | ---------------- | ---------------- |
| 1987             | 1                | 0                |
| 1988             | 1                | 0                |
| Összesen         | 2                | 0                |

## Sikerei, díjai
Egyéni
- Az év Japán csapatában: 1990